# Landroff
 Landroff  (deutsch Landorf) ist eine französische Gemeinde mit 268 Einwohnern(Stand 1. Januar 2022) im Département Moselle in der Region Grand Est (bis 2015 Lothringen). Sie gehört zum Arrondissement Forbach-Boulay-Moselle.

## Geografie
Die Gemeinde Landroff liegt an der Rotte, etwa 17 Kilometer südwestlich von Saint-Avold und 35 Kilometer südöstlich von Metz.

## Geschichte
Das Gemeindewappen zeigt die früheren Herrschaften über Landroff: die Herren von Créhange (Streifen) und die Herren von Morhange (Erdkugeln).

### Zweiter Weltkrieg
Landroff war der Schauplatz eines kurzen aber harten Kampfes während des Zweiten Weltkriegs. Am 14. und 15. November 1944 lieferten sich die 6. US-Panzerdivision und Einheiten der 36. Volksgrenadier-Division (87. Grenadier-Regiment) der Wehrmacht eine Schlacht. Einheiten des 68. US-Panzerbataillon besetzte am 14. November das Dorf. Um 18 Uhr desselben Tages fand der erste von vier zunehmend gewaltsameren und zielstrebigeren deutschen Gegenangriffen statt. Weitere Gegenangriffe folgten um 21 Uhr und 23 Uhr und schließlich um 1 Uhr 30 am 15. November.
Eine Kompanie des 44. US-Panzerinfanteriebataillon verstärkt das 68. US-Panzerbataillon nach dem zweiten Gegenangriff. Während des letzten Gegenangriffes erreichten die Truppen der Wehrmacht die Landstraße im Westen der Gemeinde und während der Nacht infiltrierten die Deutschen im Schutze der Dunkelheit den Dorfkern, wo die Schlacht in einen Nah- und Häuserkampf mündete, der bis zum Morgengrauen andauerte. Für seine Rolle bei der Organisation der Verteidigung des Dorfes wurde Captain Daniel E. Smith, S-3 (Einsatzleiter) des 68. US-Panzerbataillons, mit dem Distinguished Service Cross ausgezeichnet. Feldwebel Herbert S. Latimer von der 44. US-Panzerinfanteriebataillon (Kompanie B) wurde ebenfalls mit dem Distinguished Service Cross für „Heldenmut und Tapferkeit im Kampf“ ausgezeichnet.
Die A-Kompanie des 68. US-Panzerbataillons wurde für ihren Einsatz bei der Verteidigung des Dorfes mit der Presidential Unit Citation Auszeichnung geehrt.

### Bevölkerungsentwicklung
| Jahr                       | 1962 | 1968 | 1975 | 1982 | 1990 | 1999 | 2009 | 2019 |
| Einwohner                  | 282  | 273  | 242  | 240  | 258  | 249  | 283  | 273  |
| Quellen: Cassini und INSEE |      |      |      |      |      |      |      |      |

## Sehenswürdigkeiten
- Kirche St. Bartholomäus (Église Saint-Barthélemy)

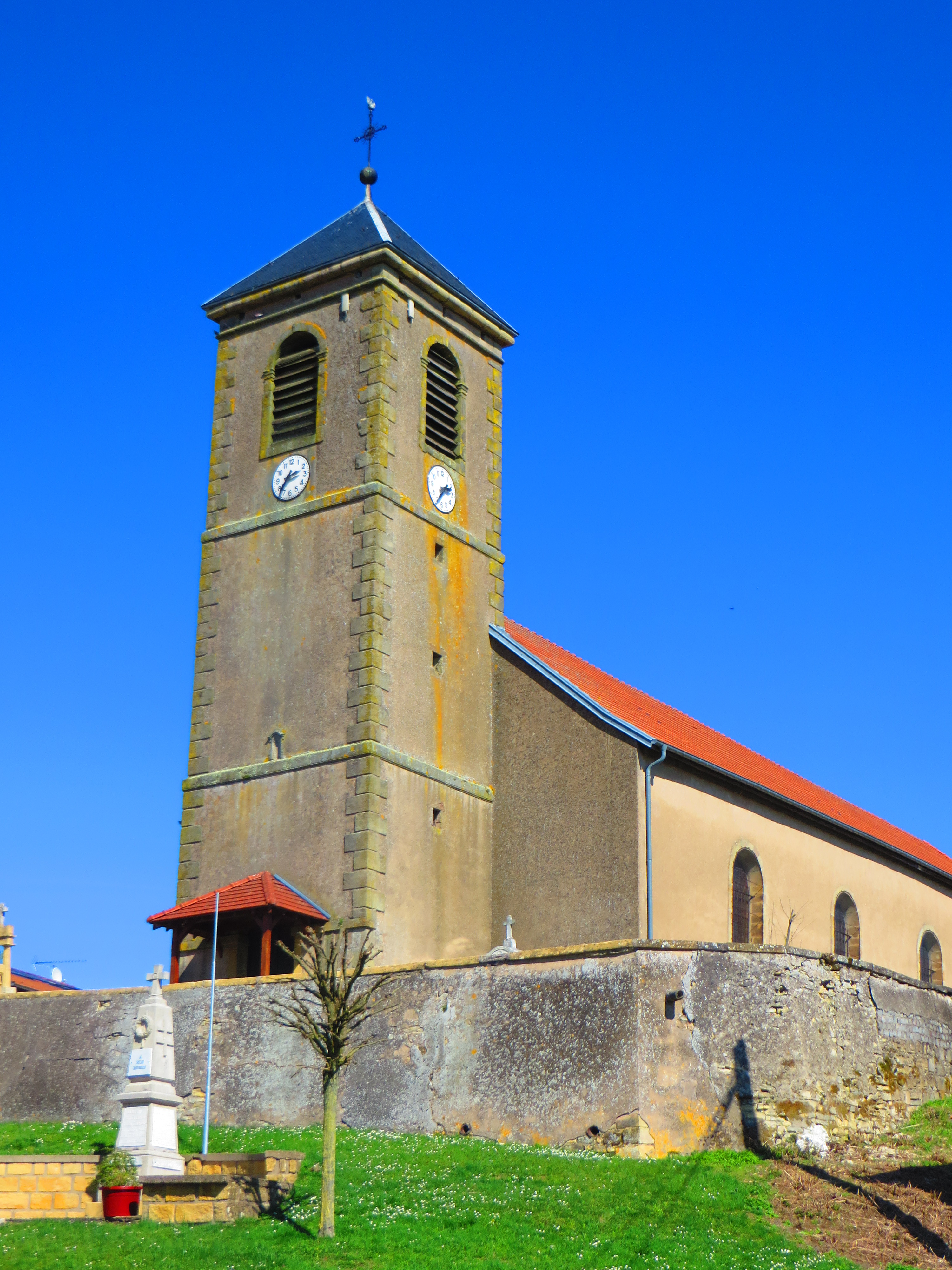
Kirche St. Bartholomäus

## Belege
1. ↑  Wappenbeschreibung auf genealogie-lorraine.fr (französisch)
2. ↑  Hugh M. Cole: The Lorraine Campaign. The Historical Division, The U.S. Army, Washington, DC 1950, S. 369–379 (englisch, history.army.mil (Seite nicht mehr abrufbar. Suche in Webarchiven))..
3. ↑  The November-December Offensive. Super Sixth: The Story of Patton's 6th Armored Division in WW II, abgerufen am 25. Mai 2012 (englisch).
4. ↑  James A. Sawicki: Tank Battalions of the U.S. Army. Wyvern Press, Dumfries, VA 1983, ISBN 0-9602404-5-4 (englisch).